# Wilhelm Schätzler
Wilhelm Schätzler (* 8. März 1929 in Weiden in der Oberpfalz; † 9. Juli 2018 in Regensburg) war ein deutscher römisch-katholischer Priester und von 1983 bis 1996 Sekretär der Deutschen Bischofskonferenz.

## Leben
Wilhelm Schätzler wurde 1929 als Sohn eines Bäckers in Weiden geboren. Er studierte Theologie, Philosophie sowie Theater- und Zeitungswissenschaften in München. Seit Studienzeiten war er mit August Everding befreundet, dem er 1973 bei einer Inszenierung in Salzburg auch als theologischer Berater zur Seite stand. 
1957 empfing er die Priesterweihe durch Erzbischof Michael Buchberger in Regensburg. 1969 übernahm er die kirchliche Hauptstelle für Bild- und Filmarbeit in Köln, bevor er ab 1976 Leiter der Zentralstelle Medien der Deutschen Bischofskonferenz in Bonn wurde. Für einige Zeit gehörte er auch dem Beirat der Katholischen Nachrichten-Agentur (KNA) an.
Nachdem Josef Homeyer im August 1983 zum Bischof von Hildesheim ernannt worden war, wurde Wilhelm Schätzler dessen Nachfolger als Sekretär der Deutschen Bischofskonferenz (DBK). Die Wahl erfolgte während der Herbst-Vollversammlung der DBK am 20. September 1983. In seine bis 1996 andauernde Amtszeit fiel die Vereinigung der Berliner Bischofskonferenz mit der DBK. Am 1. Juli 1996 folgte ihm Hans Langendörfer SJ als Sekretär der Deutschen Bischofskonferenz nach. 
Papst Johannes Paul II. verlieh Schätzler 1996 den päpstlichen Ehrentitel eines Apostolischen Protonotars.
Bereits seit 1991 war Schätzler Dekan des Stiftskapitels Unserer Lieben Frau zur Alten Kapelle in Regensburg. Diese Rokoko-Kirche wurde während seiner Amtszeit, die bis 2004 andauerte, umfangreich renoviert.
Prälat Wilhelm Schätzler verstarb nach schwerer Krankheit in einem Regensburger Pflegeheim.